# Ana Palacio
Ana Isabel de Palacio y del Valle de Lersundi (Madrid, 22 de julio de 1948), conocida como Ana Palacio, es una política española que desempeñó el cargo de ministra de Asuntos Exteriores entre 2002 y 2004. Fue también diputada en el Parlamento Europeo (1994-2002) y en el Congreso de los Diputados (2004-2006), electa dentro de las listas del Partido Popular (PP).

## Biografía

### Formación y primeros años
Nació en Madrid el 22 de julio de 1948. Es hija de Luis María de Palacio y de Palacio, marqués de Matonte, y de Luisa María Mariana del Valle de Lersundi y del Valle, es la segunda de siete hermanos (entre ellos, Loyola de Palacio).  Cursó estudios de primaria y secundaria en el Liceo Francés.
Licenciada en Sociología, Ciencias Políticas y Derecho, en 1981 fue profesora de la Facultad de Ciencias Políticas de la Universidad Complutense de Madrid (UCM). En 1984 se incorporó a la Universidad Nacional de Educación a Distancia (UNED) hasta que en 1992 pasó a tareas docentes en universidades privadas. Afiliada al Partido Popular, en las elecciones de 1994 resultó electa diputada en el Parlamento Europeo por las listas del PP. Se mantuvo como eurodiputada hasta 2002.
Ana Palacio es considerada una figura cercana al Opus Dei.

### Ministra de Asuntos Exteriores
En julio de 2002 asumió la cartera ministerial de Asuntos Exteriores, en sustitución de Josep Piqué. Como ministra tuvo que lidiar con la crisis provocada por la ocupación marroquí de la isla de Perejil y el conflicto consiguiente que supuso que los embajadores de ambos países estuvieran retirados de sus sedes durante dos años. En enero de 2003 viajó a Marruecos para reconducir las relaciones entre ambos países, dándose por cerrada la crisis diplomática. Desde los círculos de poder alauitas se valoró positivamente la gestión de Ana Palacio, que en opinión de Rabat contrarrestaba la «mala influencia» del entonces secretario de Estado de Asuntos Exteriores, Ramón Gil-Casares.

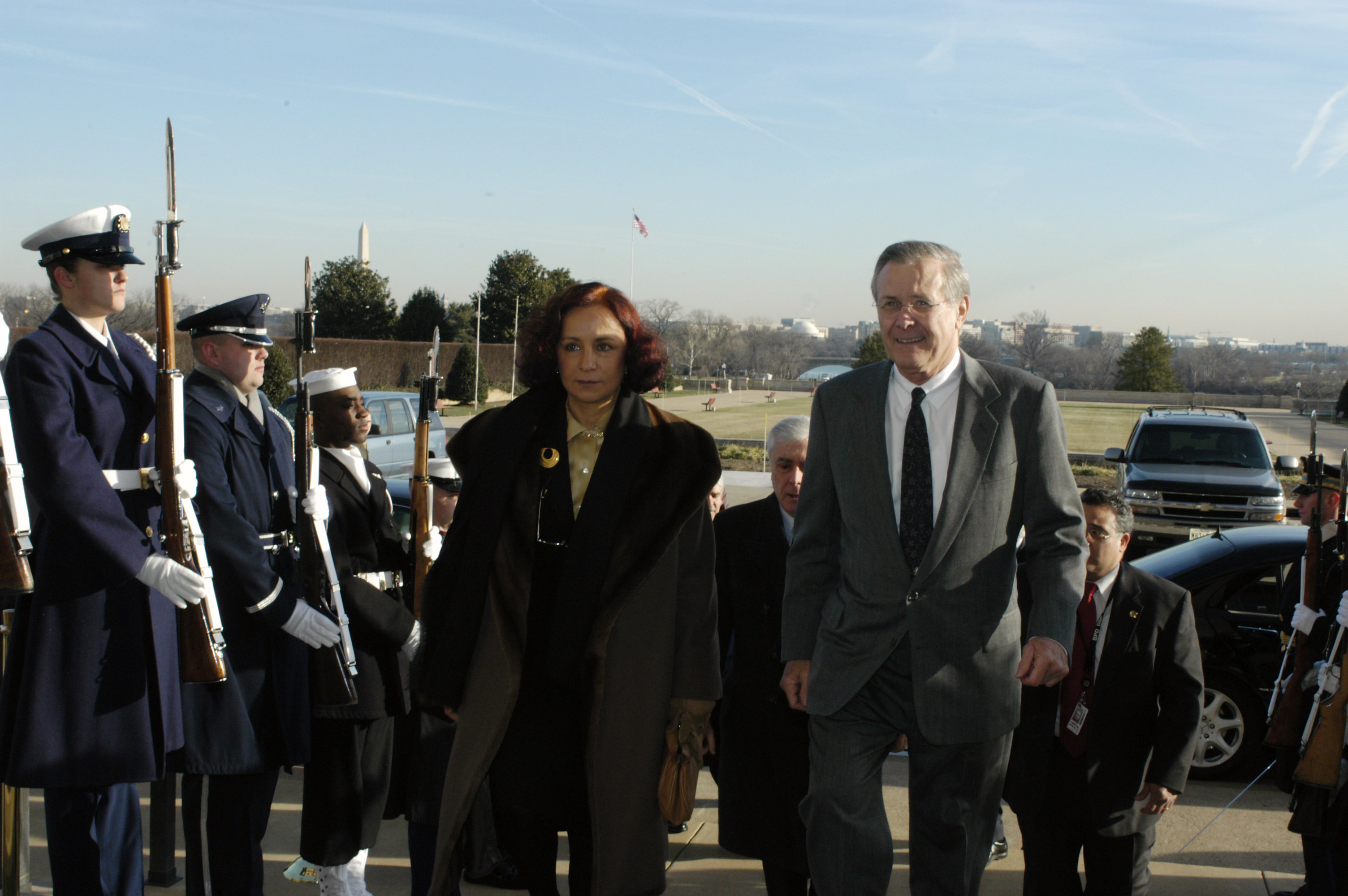
Junto a Donald Rumsfeld (2004)

En el contexto previo a la invasión de Irak de 2003, Palacio se convirtió en uno de los rostros visibles que, de cara a la opinión pública, arguyó la postura del gobierno Aznar y el apoyo a los planteamientos de la administración norteamericana. En el Consejo de Seguridad de las Naciones Unidas mantuvo las posiciones del gobierno de España, próximas a la política llevada a cabo por los Estados Unidos y el Reino Unido.
Cesó como ministra en abril de 2004 con la formación de un nuevo gobierno presidido por José Luis Rodríguez Zapatero.

### Actividad posterior
Electa diputada por Toledo en las elecciones generales de 2004, renunció a su escaño en 2006; su vacante fue cubierta por Vicente Tirado. En junio de ese año fue nombrada vicepresidente del Banco Mundial y abogada general por el entonces presidente. Presentó la renuncia al cargo el 4 de marzo de 2008, que sería efectiva el 15 de abril siguiente, según anunció el presidente Bob Zoellick, en un comunicado interno. En 2012 fue nombrada consejera electiva del Consejo de Estado, cargo que desempeñó hasta su cese por expiración de mandato en octubre de 2018.
Paralelamente, Ana Palacio ha ocupado distintos puestos en el sector privado. En junio de 2008 fue nombrada vicepresidenta de la multinacional Areva. En marzo de 2014 se convirtió en consejera independiente de Enagás, S.A. En 2017 fue fichada para integrar el consejo asesor de la Sociedad Estatal de Fosfatos de Marruecos (OCP), con el fin de defender que el territorio del Sahara Occidental forma parte de Marruecos.
En 2014, fue representante del ex primer ministro italiano Silvio Berlusconi ante el Tribunal Europeo de Derechos Humanos de Estrasburgo. En 2016 era miembro del consejo asesor del lobby United Against Nuclear Iran (UANI).